# Медвенський район
Медвенський район — адміністративно-територіальна одиниця і муніципальне утворення на півдні Курської області Росії.
Адміністративний центр — селище Медвенка.

## Географія
Основні річки: Млодать, Ворожба.